# Línea 337 (Interurbanos Madrid)
La línea 337 de la red de autobuses interurbanos de Madrid une la terminal de autobuses de Conde de Casal con Valdelaguna.

## Características
Esta línea une Madrid con el municipio de Valdelaguna. Asimismo sirve a los municipios de Rivas-Vaciamadrid, Arganda del Rey, Chinchón, Colmenar de Oreja, Belmonte de Tajo y Morata de Tajuña. El recorrido total en condiciones normales tiene una duración de una hora y diez minutos.
La línea se complementa con la 336 para dar servicio a Morata de Tajuña, siendo ésta una línea que sirve como refuerzo puntual entre Madrid y este municipio mencionado a ciertas horas del día, motivo por el que ambas líneas aparecen juntas en los horarios. Mientras que la 336 sólo funciona de lunes a viernes, salvo en agosto, la 337 funciona todos los días del año. Existen expediciones que parten a Madrid de pueblos más cercanos que Valdelaguna, o expediciones que no llegan a este pueblo sino que se limitan a otro de los municipios de la ruta. Otras expediciones actúan de manera exprés, yendo directamente a Chinchón o en sentido Madrid directo desde Colmenar de Oreja.
En sentido Madrid, pese a que hace todas las paradas desde el Puente de Arganda (exceptuando las dos últimas en Moratalaz), en la práctica si al acercarse a la parada no hay viajeros dispuestos a bajarse, el autobús no recoge viajeros en ninguna de las paradas desde el sitio mencionado, pese a que en ningún momento se especifica que las paradas sean de bajada. De esta manera, los viajeros que quieran subirse en este tramo son derivados a las líneas de Rivas (331, 332, 333 y 334), debido a que estas tienen menor tiempo de viaje y una longitud que no llega a los 25-30 kilómetros. Esto se hace con el fin de mejorar la fluidez de esta línea, así como de las líneas 313, 326, 336, 351, 352 y 353 pues todas las mencionadas tienen una duración en muchas ocasiones superior a la hora y una longitud que por lo general no es menor a 50 kilómetros. Lo cierto es que, por lo general, apenas hay viajeros que se bajen en estas paradas intermedias en horas valle.
Está operada por la empresa La Veloz, S. A. mediante concesión administrativa del Consorcio Regional de Transportes de Madrid.

## Horarios de salida

### Sentido Valdelaguna
| Madrid                                                               | Morata de Tajuña | Nuevo Chinchón | Chinchón | Colmenar de Oreja | Belmonte de Tajo | Valdelaguna |
| -------------------------------------------------------------------- | ---------------- | -------------- | -------- | ----------------- | ---------------- | ----------- |
| Lunes a viernes laborables                                           |                  |                |          |                   |                  |             |
| 7:00                                                                 | 7:30             | 7:40           | 7:45     | 7:55              | 8:03             | 8:10        |
| 7:00                                                                 | --               | --             | 7:45     | 7:55              | --               | --          |
| 7:30                                                                 | 8:10             | --             | 8:25     | 8:35              | --               | --          |
| 8:00                                                                 | 8:30             | --             | 8:45     | 8:55              | 9:03             | 9:10        |
| 8:45                                                                 | 9:25             | 9:35           | 9:40     | 9:50              | 9:58             | 10:05       |
| 9:30                                                                 | 10:10            | --             | 10:25    | 10:35             | --               | --          |
| 10:00                                                                | 10:40            | 10:50          | 10:55    | 11:05             | 11:13            | 11:20       |
| 10:30                                                                | 11:10            | --             | 11:25    | 11:35             | --               | --          |
| 11:00                                                                | 11:40            | 11:50          | 11:55    | 12:05             | 12:13            | 12:20       |
| 11:30                                                                | 12:10            | 12:20          | 12:25    | 12:35             | --               | --          |
| 12:00                                                                | 12:40            | 12:50          | 12:55    | 13:05             | 13:13            | 13:20       |
| 12:30                                                                | 13:10            | --             | 13:25    | 13:35             | 13:43            | 13:50       |
| 13:00                                                                | 13:40            | 13:50          | 13:55    | 14:05             | 14:13            | 14:20       |
| 13:30                                                                | 14:00            | --             | 14:15    | 14:25             | 14:33            | 14:40       |
| 15:00                                                                | --               | --             | 15:45    | 15:55             | 16:03            | 16:10       |
| 15:30                                                                | 16:10            | 16:20          | 16:25    | 16:35             | 16:45            | 16:50       |
| 16:00                                                                | 16:40            | --             | 16:55    | 17:05             | 17:13            | 17:20       |
| 16:30                                                                | 17:00            | 17:10          | 17:15    | 17:25             | 17:33            | 17:40       |
| 17:00                                                                | 17:40            | 17:50          | 17:55    | 18:05             | 18:13            | 18:20       |
| 17:30                                                                | 18:10            | --             | 18:25    | 18:35             | --               | --          |
| 18:00                                                                | 18:40            | 18:45          | 18:50    | 18:55             | 19:03            | 19:10       |
| 18:15                                                                | 18:55            | --             | 19:10    | 19:20             | --               | --          |
| 18:30                                                                | 19:10            | 19:20          | 19:25    | 19:35             | 19:43            | 19:50       |
| 18:45                                                                | --               | --             | 19:30    | 19:40             | 19:48            | 19:55       |
| 19:00                                                                | 19:40            | 19:50          | 19:55    | 20:05             | 20:13            | 20:20       |
| 19:15                                                                | 19:55            | --             | 20:10    | 20:20             | --               | --          |
| 19:30                                                                | 20:00            | 20:10          | 20:15    | 20:25             | 20:33            | 20:40       |
| 19:45                                                                | 20:20            | --             | 20:40    | 20:50             | --               | --          |
| 20:00                                                                | 20:40            | 20:50          | 20:55    | 21:05             | 21:13            | 21:20       |
| 20:30                                                                | 21:10            | --             | 21:25    | 21:35             | --               | --          |
| 21:00                                                                | --               | 21:50          | 21:55    | 22:05             | 22:13            | 22:20       |
| 21:45                                                                | 22:25            | --             | 22:40    | 22:50             | 22:58            | 23:05       |
| 22:15                                                                | 22:55            | 23:05          | 23:10    | 23:20             | 23:28            | 23:35       |
| 23:00                                                                | 23:40            | --             | 23:55    | 00:05             | 0:13             | 0:13        |
| Sábados laborables                                                   |                  |                |          |                   |                  |             |
| 7:45                                                                 | 8:15             | 8:25           | 8:30     | 8:40              | 8:48             | 8:50        |
| 9:00                                                                 | 9:30             | 9:40           | 9:45     | 9:55              | 10:03            | 10:10       |
| 9:45                                                                 | 10:15            | --             | 10:30    | 10:40             | 10:48            | 10:55       |
| 10:45                                                                | 11:15            | 11:25          | 11:30    | 11:40             | 11:48            | 11:55       |
| 12:00                                                                | 12:30            | 12:40          | 12:45    | 12:55             | 13:03            | 13:10       |
| 13:00                                                                | 13:30            | --             | 13:45    | 13:55             | 14:03            | 14:10       |
| 14:00                                                                | 14:30            | 14:40          | 14:45    | 14:55             | 15:03            | 15:10       |
| 15:00                                                                | 15:30            | 15:40          | 15:45    | 15:55             | 16:03            | 16:10       |
| 15:30                                                                | 16:00            | --             | 16:15    | 16:25             | 16:33            | 16:40       |
| 16:15                                                                | 16:45            | 16:55          | 17:00    | 17:10             | 17:18            | 17:25       |
| 17:15                                                                | 17:45            | 17:55          | 18:00    | 18:10             | 18:18            | 18:25       |
| 17:45                                                                | 18:15            | --             | 18:30    | 18:40             | 18:48            | 18:55       |
| 18:15                                                                | 18:45            | 18:55          | 19:00    | 19:10             | 19:18            | 19:25       |
| 19:00                                                                | 19:30            | --             | 19:45    | 19:55             | 20:03            | 20:10       |
| 19:45                                                                | 20:15            | 20:25          | 20:30    | 20:40             | 20:48            | 20:55       |
| 19:30                                                                | 19:50            | 20:05          | 20:15    | 20:25             | 20:40            | 20:45       |
| 21:00                                                                | 21:30            | 21:40          | 21:45    | 21:55             | 22:03            | 22:10       |
| 21:45                                                                | 22:15            | --             | 22:30    | 22:40             | 22:48            | 22:55       |
| 22:45                                                                | 23:15            | 23:25          | 23:30    | 23:40             | 23:48            | 23:55       |
| 23:45                                                                | 0:15             | 0:25           | 0:30     | 0:40              | 0:48             | 0:55        |
| Domingos y festivos                                                  |                  |                |          |                   |                  |             |
| 9:00                                                                 | 9:30             | 9:40           | 9:45     | 9:55              | 10:05            | 10:15       |
| 10:45                                                                | 11:15            | --             | 11:30    | 11:40             | 11:50            | 12:00       |
| 12:00                                                                | 12:30            | 12:40          | 12:45    | 12:55             | 13:05            | 13:15       |
| 13:00                                                                | 13:30            | --             | 13:45    | 13:55             | 14:05            | 14:15       |
| 14:15                                                                | 14:45            | 14:55          | 15:00    | 15:10             | 15:20            | 15:30       |
| 15:30                                                                | 16:00            | 16:10          | 16:15    | 16:25             | 16:35            | 16:45       |
| 16:45                                                                | 17:15            | --             | 17:30    | 17:40             | 17:50            | 18:00       |
| 18:00                                                                | 18:30            | 18:40          | 18:45    | 18:55             | 19:05            | 19:15       |
| 19:00                                                                | 19:30            | 19:40          | 19:45    | 19:55             | 20:05            | 20:15       |
| 20:15                                                                | 20:45            | 20:55          | 21:00    | 21:10             | 21:20            | 21:30       |
| 21:30                                                                | 22:00            | --             | 22:15    | 22:25             | 22:35            | 22:45       |
| 22:30                                                                | 23:00            | 23:10          | 23:15    | 23:25             | 23:35            | 23:45       |
| 23:45                                                                | 0:15             | 0:25           | 0:30     | 0:40              | 0:48             | 0:55        |
| Noches de viernes y vísperas de festivo laborables                   |                  |                |          |                   |                  |             |
| 24:00                                                                | 0:40             | --             | 0:55     | 1:05              | --               | --          |
| 1:15                                                                 | 1:55             | --             | 2:10     | 2:20              | --               | --          |
| 3:15                                                                 | 3:55             | --             | 4:10     | 4:20              | --               | --          |
| Noches de sábados y domingos o festivos que sean vísperas de festivo |                  |                |          |                   |                  |             |
| 1:15                                                                 | 1:45             | --             | 2:00     | 2:10              | --               | --          |
| 3:15                                                                 | 3:45             | 3:55           | 4:00     | 4:10              | --               | --          |

### Sentido Madrid
| Madrid                                                               | Morata de Tajuña | Nuevo Chinchón | Chinchón | Colmenar de Oreja | Belmonte de Tajo | Valdelaguna |
| -------------------------------------------------------------------- | ---------------- | -------------- | -------- | ----------------- | ---------------- | ----------- |
| Lunes a viernes laborables                                           |                  |                |          |                   |                  |             |
| 6:50                                                                 | --               | --             | --       | 5:50              | --               | --          |
| 7:00                                                                 | --               | 6:15           | 6:10     | 6:00              | --               | --          |
| 7:07                                                                 | --               | --             | --       | 6:07              | 5:57             | 5:50        |
| 7:10                                                                 | 6:30             | --             | 6:15     | 6:05              | --               | --          |
| 7:30                                                                 | --               | --             | 6:40     | 6:30              | 6:20             | --          |
| 7:40                                                                 | 7:00             | --             | 6:40     | 6:30              | --               | 6:20        |
| 8:20                                                                 | 7:40             | --             | 7:25     | 7:15              | 7:07             | 7:00        |
| 8:25                                                                 | 7:45             | 7:35           | 7:30     | 7:20              | --               | --          |
| 8:45                                                                 | --               | --             | 7:50     | 7:40              | --               | --          |
| 8:50                                                                 | 8:10             | 8:00           | 7:55     | 7:45              | 7:37             | 7:30        |
| 9:50                                                                 | --               | --             | 8:55     | 8:45              | 8:37             | 8:30        |
| 9:55                                                                 | 9:15             | --             | 9:00     | --                | --               | --          |
| 9:55                                                                 | 9:15             | 9:05           | 9:00     | 8:50              | --               | --          |
| 10:50                                                                | 10:10            | --             | 9:55     | 9:45              | 9:37             | 9:30        |
| 11:50                                                                | 11:10            | 11:00          | 10:55    | 10:45             | 10:37            | 10:30       |
| 12:50                                                                | 12:10            | 12:00          | 11:55    | 11:45             | 11:37            | 11:30       |
| 13:50                                                                | 13:10            | --             | 12:55    | 12:45             | 12:37            | 12:30       |
| 14:35                                                                | --               | 14:00          | 13:55    | 13:45             | 13:37            | 13:30       |
| 15:35                                                                | --               | --             | 14:55    | 14:45             | 14:37            | 14:30       |
| 15:55                                                                | 15:15            | 15:05          | 15:00    | --                | --               | --          |
| 16:35                                                                | --               | --             | 15:55    | 15:45             | 15:37            | 15:30       |
| 16:55                                                                | 16:15            | 16:05          | 16:00    | --                | --               | --          |
| 17:20                                                                | 16:40            | --             | 16:25    | 16:15             | --               | --          |
| 17:50                                                                | 17:10            | 17:00          | 16:55    | 16:45             | 16:37            | 16:30       |
| 18:20                                                                | 17:40            | --             | 17:25    | 17:15             | --               | --          |
| 18:50                                                                | 18:10            | --             | 17:55    | 17:45             | 17:37            | 17:30       |
| 19:25                                                                | 18:45            | 18:30          | 18:25    | 18:15             | 18:07            | 18:00       |
| 19:45                                                                | 20:20            | --             | 20:40    | 20:50             | --               | --          |
| 19:50                                                                | 19:10            | 19:00          | 18:55    | 18:45             | 18:37            | 18:30       |
| 20:20                                                                | 19:40            | --             | 19:25    | 19:15             | --               | --          |
| 20:50                                                                | 20:10            | 20:00          | 19:55    | 19:45             | 19:37            | 19:30       |
| 21:50                                                                | 21:10            | 21:00          | 20:55    | 20:45             | 20:37            | 20:30       |
| 21:50                                                                | --               | --             | 20:55    | 20:45             | --               | --          |
| 22:50                                                                | 22:10            | 22:00          | 21:55    | 21:45             | 21:37            | 21:30       |
| Sábados laborables                                                   |                  |                |          |                   |                  |             |
| 7:10                                                                 | 6:30             | 6:20           | 6:15     | 6:05              | 5:57             | 5:50        |
| 8:20                                                                 | 7:40             | 7:30           | 7:25     | 7:15              | 7:07             | 7:00        |
| 9:20                                                                 | 8:40             | --             | 8:25     | 8:15              | 8:07             | 8:00        |
| 10:05                                                                | 9:25             | 9:15           | 9:10     | 9:00              | 8:52             | 8:45        |
| 10:50                                                                | 10:10            | --             | 9:55     | 9:45              | 9:37             | 9:30        |
| 11:50                                                                | 11:10            | 11:00          | 10:55    | 10:45             | 10:37            | 10:30       |
| 12:50                                                                | 12:10            | 12:00          | 11:55    | 11:45             | 11:37            | 11:30       |
| 13:50                                                                | 13:10            | --             | 12:55    | 12:45             | 12:37            | 12:30       |
| 14:35                                                                | --               | 14:00          | 13:55    | 13:45             | 13:37            | 13:30       |
| 15:35                                                                | --               | --             | 14:55    | 14:45             | 14:37            | 14:30       |
| 15:55                                                                | 15:15            | 15:05          | 15:00    | --                | --               | --          |
| 16:35                                                                | --               | --             | 15:55    | 15:45             | 15:37            | 15:30       |
| 16:55                                                                | 16:15            | 16:05          | 16:00    | --                | --               | --          |
| 17:20                                                                | 16:40            | --             | 16:25    | 16:15             | --               | --          |
| 17:50                                                                | 17:10            | 17:00          | 16:55    | 16:45             | 16:37            | 16:30       |
| 18:20                                                                | 17:40            | --             | 17:25    | 17:15             | --               | --          |
| 18:50                                                                | 18:10            | --             | 17:55    | 17:45             | 17:37            | 17:30       |
| 19:25                                                                | 18:45            | 18:30          | 18:25    | 18:15             | 18:07            | 18:00       |
| 19:50                                                                | 19:10            | 19:00          | 18:55    | 18:45             | 18:37            | 18:30       |
| 20:20                                                                | 19:40            | --             | 19:25    | 19:15             | --               | --          |
| 20:50                                                                | 20:10            | 20:00          | 19:55    | 19:45             | 19:37            | 19:30       |
| 21:50                                                                | 21:10            | 21:00          | 20:55    | 20:45             | 20:37            | 20:30       |
| 21:50                                                                | --               | --             | 20:55    | 20:45             | --               | --          |
| 22:50                                                                | 22:10            | 22:00          | 21:55    | 21:45             | 21:37            | 21:30       |
| Domingos y festivos                                                  |                  |                |          |                   |                  |             |
| 8:10                                                                 | 7:40             | 7:30           | 7:25     | 7:15              | 7:07             | 7:00        |
| 9:55                                                                 | 9:25             | 9:15           | 9:10     | 9:00              | 8:52             | 8:45        |
| 10:55                                                                | 10:25            | --             | 10:10    | 10:00             | 9:52             | 9:45        |
| 11:55                                                                | 11:25            | 11:15          | 11:10    | 11:00             | 10:52            | 10:45       |
| 13:40                                                                | 13:10            | 13:00          | 12:55    | 12:45             | 12:37            | 12:30       |
| 14:55                                                                | 14:25            | --             | 14:10    | 14:00             | 13:52            | 13:45       |
| 16:10                                                                | 15:40            | 15:30          | 15:25    | 15:15             | 15:07            | 15:00       |
| 17:25                                                                | 16:55            | --             | 16:40    | 16:30             | 16:22            | 16:15       |
| 18:25                                                                | 17:55            | 17:45          | 17:40    | 17:30             | 17:22            | 17:15       |
| 19:40                                                                | 19:10            | --             | 18:55    | 18:45             | 18:37            | 18:30       |
| 21:30                                                                | 22:00            | --             | 22:15    | 22:25             | 22:35            | 22:45       |
| 20:55                                                                | 20:25            | 20:15          | 20:10    | 20:00             | 19:52            | 19:45       |
| 21:55                                                                | 21:25            | 21:15          | 21:10    | 21:00             | 20:52            | 20:45       |
| 23:10                                                                | 22:40            | --             | 22:25    | 22:15             | 22:07            | 22:00       |
| Noches de viernes y vísperas de festivo laborables                   |                  |                |          |                   |                  |             |
| 23:45                                                                | 23:25            | --             | 23:10    | 23:00             | --               | --          |
| 1:00                                                                 | 0:25             | --             | 0:10     | 23:59             | 23:52            | 23:45       |
| 3:15                                                                 | 2:40             | --             | 2:25     | 2:15              | --               | --          |
| Noches de sábados y domingos o festivos que sean vísperas de festivo |                  |                |          |                   |                  |             |
| 0:55                                                                 | 0:25             | 0:15           | 0:10     | 24:00             | 23:52            | 23:45       |
| 3:15                                                                 | 2:40             | --             | 2:25     | 2:15              | --               | --          |

1. 1 2  Estos horarios son vigentes desde el 1 de septiembre a 31 de julio.
2. ↑  Procede de Villaconejos 15 min. antes

## Recorrido y paradas

### Sentido Valdelaguna
La línea coge la A-3 o Avenida del Mediterráneo, haciendo paradas en el cruce con la Avenida Pablo Neruda, con el Campus sur de la Universidad Politécnica de Madrid y alrededores y en Santa Eugenia. Continúa parando en Valdemingómez, en Rivas-Vaciamadrid y en el Puente de Arganda. 
En la salida 21 se desvía de la autovía para tomar la carretera M-832, donde hace algunas paradas. Sigue posteriormente por la M-311 para luego en el cruce con la M-302 tomar dicha carretera y entrar en Morata de Tajuña. El autobús retrocede por esta misma carretera para volver a la M-311 y seguir recto hasta Chinchón. Tras unas paradas en el casco urbano y unas previas en la M-311, sigue en la carretera hasta llegar a Colmenar de Oreja, donde se desvía tras entrar en el pueblo para coger la misma carretera hasta Belmonte de Tajo. Allí, coge la M-321 y posteriormente la M-316 para entrar al casco urbano de Valdelaguna, donde establece la cabecera de la mayoría de expediciones.
| Código | Parada                                    | Común con                                                       | Conexiones con Metro y Cercanías | Municipio         | Zona |
| ------ | ----------------------------------------- | --------------------------------------------------------------- | -------------------------------- | ----------------- | ---- |
| 7433   | Av. Mediterráneo - Conde de Casal         | 331 332 333 334 336 339 N301 N302                               | Conde de Casal                   | Madrid            |      |
| 3353   | Mediterráneo-Pablo Neruda                 | 312 312A 331 332 333 334 336 339 341 N301 N302 N303 63 145 E    |                                  | Madrid            |      |
| 5150   | Mediterráneo-Politécnico                  | 312 312A 331 332 333 334 336 339 341 N301 N302 N303 63 145      |                                  | Madrid            |      |
| 2612   | Mediterráneo-Democracia                   | 312 312A 331 332 333 334 336 339 341 N301 N302 N303 63 145 E    |                                  | Madrid            |      |
| 7439   | Mediterráneo-Santa Eugenia                | 312 312A 331 332 333 334 336 339 341 351 352 353 N301 N302 N303 | Santa Eugenia                    | Madrid            |      |
| 7442   | Ctra. A3 - Valdemingómez                  | 312 312A 313 326 336 339 N301 N302 N303                         |                                  | Madrid            |      |
| 21072  | Ctra. A3 - Est. Rivas Vaciamadrid         | 312 312A 313 326 336 351 352 353 N303                           | Rivas-Vaciamadrid                | Rivas-Vaciamadrid |      |
| 9180   | Ctra. A3 - Puente de Arganda              | 312 312A 313 326 330 336 351 352 353 N303                       |                                  | Arganda del Rey   |      |
| 9219   | Ctra. M832 - Emisora                      | 336                                                             |                                  | Arganda del Rey   |      |
| 9221   | Ctra. M832 - Avícola del Jarama           | 336                                                             |                                  | Arganda del Rey   |      |
| 9225   | Ctra. M311 - El Alto                      | 336                                                             |                                  | Morata de Tajuña  |      |
| 9183   | Av. Constitución - Carril                 | 336                                                             |                                  | Morata de Tajuña  |      |
| 9179   | Av. Constitución - Pza. Cultura           |                                                                 |                                  | Morata de Tajuña  |      |
| 12267  | Domingo Rodelgo - Carrera Mediodía        | 330 336 1                                                       |                                  | Morata de Tajuña  |      |
| 9227   | Ctra. M-313 - Las Cabrizas                |                                                                 |                                  | Morata de Tajuña  |      |
| 13095  | Ctra. M-313 - Las Cabrizas                |                                                                 |                                  | Morata de Tajuña  |      |
| 9229   | Ctra. M-313 - Alcoholera de Chinchón      |                                                                 |                                  | Chinchón          |      |
| 15421  | Ctra. M-313 - Urb. Valgrande              |                                                                 |                                  | Chinchón          |      |
| 13091  | Ctra. M-313 - Urb. El Serranillo          |                                                                 |                                  | Chinchón          |      |
| 13092  | Ctra. M-313 - Cº Corral del Cielo         |                                                                 |                                  | Chinchón          |      |
| 11395  | Ctra. M-313 - Paraje Casasola del Monte   |                                                                 |                                  | Chinchón          |      |
| 15433  | Ctra. M-313 - El Moscatel                 |                                                                 |                                  | Chinchón          |      |
| 11397  | Ctra. M-313 - Cruce Carretera de Chinchón |                                                                 |                                  | Chinchón          |      |
| 11400  | Ctra. M-404 - Urb. Cubillas               | 416                                                             |                                  | Chinchón          |      |
| 12131  | Ctra. M-404 - Urb. Nuevo Chinchón         | 416                                                             |                                  | Chinchón          |      |
| 12208  | Chinchón - Convento                       | 416 430                                                         |                                  | Chinchón          |      |
| 9239   | Chinchón - Ronda del Mediodía             | 416 430                                                         |                                  | Chinchón          |      |
| 18178  | Chinchón - Ctra. Madrid                   | 416 430                                                         |                                  | Chinchón          |      |
| 9241   | Colmenar - Residencia                     | 416 430                                                         |                                  | Colmenar de Oreja |      |
| 16648  | Colmenar - Estación de Autobuses          | 416 430                                                         |                                  | Colmenar de Oreja |      |
| 9246   | Colmenar - Ángeles                        |                                                                 |                                  | Colmenar de Oreja |      |
| 9245   | Belmonte - Pza. Valencia                  | 350C 430                                                        |                                  | Belmonte de Tajo  |      |
| 12395  | Belmonte - Ctra. Valdelaguna              |                                                                 |                                  | Belmonte de Tajo  |      |
| 16094  | Valdelaguna - Ctra. Villarejo             |                                                                 |                                  | Valdelaguna       |      |
| 19405  | Ctra. M-317 - Ayuntamiento                | 430                                                             |                                  | Valdelaguna       |      |
| 9240   | Ctra. M-317 - Ayuntamiento                | 430                                                             |                                  | Valdelaguna       |      |

### Sentido Madrid
El recorrido de vuelta es idéntico salvo que es en sentido contrario y salvo que se hace una parada menos en la A-3 llegando antes del cruce con la M-40 (la equivalente de vuelta al Campus Sur).
| Código | Parada                                    | Común con                                                                        | Conexiones con Metro y Cercanías | Municipio         | Zona |
| ------ | ----------------------------------------- | -------------------------------------------------------------------------------- | -------------------------------- | ----------------- | ---- |
| 9240   | Ctra. M-317 - Ayuntamiento                | 430                                                                              |                                  | Valdelaguna       |      |
| 16095  | Valdelaguna - Ctra. Villarejo             |                                                                                  |                                  | Valdelaguna       |      |
| 12394  | Belmonte - Ctra. Valdelaguna              |                                                                                  |                                  | Belmonte de Tajo  |      |
| 9245   | Belmonte - Pza. Valencia                  | 350C 430                                                                         |                                  | Belmonte de Tajo  |      |
| 9311   | Colmenar - Plaza de San Roque             |                                                                                  |                                  | Colmenar de Oreja |      |
| 16648  | Colmenar - Estación de Autobuses          | 416 430                                                                          |                                  | Colmenar de Oreja |      |
| 9242   | Colmenar - Residencia                     | 416 430                                                                          |                                  | Colmenar de Oreja |      |
| 18179  | Chinchón - Ctra. Madrid                   | 416 430                                                                          |                                  | Chinchón          |      |
| 9068   | Chinchón - Ronda del Mediodía             | 416 430                                                                          |                                  | Chinchón          |      |
| 9067   | Chinchón - Convento                       | 416 430                                                                          |                                  | Chinchón          |      |
| 12132  | Av. Virreina - Urb. Nuevo Chinchón        | 416                                                                              |                                  | Chinchón          |      |
| 11399  | Ctra. M-404 - Urb. Cubillas               | 416                                                                              |                                  | Chinchón          |      |
| 11398  | Ctra. M-313 - Cruce Carretera de Chinchón |                                                                                  |                                  | Chinchón          |      |
| 15862  | Ctra. M-313 - El Moscatel                 |                                                                                  |                                  | Chinchón          |      |
| 15434  | Ctra. M-313 - El Moscatel                 |                                                                                  |                                  | Chinchón          |      |
| 11396  | Ctra. M-313 - Paraje Casasola del Monte   |                                                                                  |                                  | Chinchón          |      |
| 13093  | Ctra. M-313 - Cº Corral del Cielo         |                                                                                  |                                  | Chinchón          |      |
| 13089  | Ctra. M-313 - Urb. El Serranillo          |                                                                                  |                                  | Chinchón          |      |
| 15422  | Ctra. M-313 - Urb. Valgrande              |                                                                                  |                                  | Chinchón          |      |
| 9230   | Ctra. M-313 - Alcoholera de Chinchón      |                                                                                  |                                  | Chinchón          |      |
| 13094  | Ctra. M-313 - Las Cabrizas                |                                                                                  |                                  | Morata de Tajuña  |      |
| 9185   | Ctra. M-313 - Las Cabrizas                |                                                                                  |                                  | Morata de Tajuña  |      |
| 12267  | Domingo Rodelgo - Carrera Mediodía        | 330 336 1                                                                        |                                  | Morata de Tajuña  |      |
| 9235   | Av. Constitución - Pza. Cultura           | 336                                                                              |                                  | Morata de Tajuña  |      |
| 9184   | Don Juan Carlos I - Carril                | 336                                                                              |                                  | Morata de Tajuña  |      |
| 9181   | Ctra. M302 - C.º Valhondo                 | 336                                                                              |                                  | Morata de Tajuña  |      |
| 9226   | Ctra. M311 - El Alto                      | 336                                                                              |                                  | Morata de Tajuña  |      |
| 9222   | Ctra. M832 - Avícola del Jarama           | 336                                                                              |                                  | Arganda del Rey   |      |
| 9220   | Ctra. M832 - Emisora                      | 336                                                                              |                                  | Arganda del Rey   |      |
| 9224   | Ctra. M832 - Radio Nacional de España     | 336                                                                              |                                  | Arganda del Rey   |      |
| 7501   | Ctra. A3 - Puente de Arganda              | 312 312A 313 326 330 336 N303                                                    |                                  | Arganda del Rey   |      |
| 21044  | Av. Francia - Est. Rivas Vaciamadrid      | 330 332 336 N303 1                                                               | Rivas-Vaciamadrid                | Rivas-Vaciamadrid |      |
| 7526   | Ctra. A3 - Valdemingómez                  | 312 312A 313 326 336 339 N301 N302 N303                                          |                                  | Madrid            |      |
| 7529   | Mediterráneo-Santa Eugenia                | 312 312A 313 326 331 332 333 334 336 339 341 351 352 353 N301 N302 N303          | Santa Eugenia                    | Madrid            |      |
| 2613   | Mediterráneo-Democracia                   | 312 312A 313 326 331 332 333 334 336 339 341 351 352 353 N301 N302 N303 63 145 E |                                  | Madrid            |      |
| 4283   | Mediterráneo-Fuente Carrantona            | 312 312A 313 326 331 332 333 334 336 339 341 351 352 353 N301 N302 N303 145 E    |                                  | Madrid            |      |
| 7433   | Av. Mediterráneo - Conde de Casal         | 331 332 333 334 336 339 N301 N302                                                | Conde de Casal                   | Madrid            |      |